# Heteracris zolotarevskyi
Heteracris zolotarevskyi är en insektsart som beskrevs av Vitaly Michailovitsh Dirsh 1962. Heteracris zolotarevskyi ingår i släktet Heteracris och familjen gräshoppor. Inga underarter finns listade i Catalogue of Life.